# Du levande
Du levande is een Zweedse dramafilm uit 2007 onder regie van Roy Andersson.

## Verhaal
Een dronken vrouw op een bankje in het park schreeuwt tegen een dikke man dat ze hem nooit meer wil zien. Wanneer ze hoort wat hij 's avonds gaat koken, zegt ze dat ze misschien even langs zal komen. Een tubaspeler klaagt tijdens een wilde vrijpartij dat de bank 34 procent van zijn pensioenfonds heeft verspild. Een psychiater heeft jarenlang boosaardige mensen geholpen en vraagt zich af waarom hij dat heeft gedaan. Een meisje droomt dat ze getrouwd is met haar idool.

## Rolverdeling
- Elisabeth Helander: Mia
- Jörgen Nohall: Uffe
- Jan Wikbladh: Bewonderaar
- Björn Englund: Tubaspeler
- Birgitta Persson: Vrouw van tubaspeler
- Lennart Eriksson: Man op balkon
- Jessika Lundberg: Anna
- Eric Bäckman: Micke Larsson
- Rolf Engström: Drumspeler
- Jessica Nilsson: Leraar
- Pär Fredriksson: Tapijtverkoper
- Leif Larsson: Timmerman
- Patrik Anders Edgren: Professor
- Gunnar Ivarsson: Zakenman
- Waldemar Nowak: Gauwdief